# Marcos Giron
Marcos Andres Giron (født 24. juli 1993 i Thousand Oaks, Californien, USA) er en professionel tennisspiller fra USA.